# Udi Adam

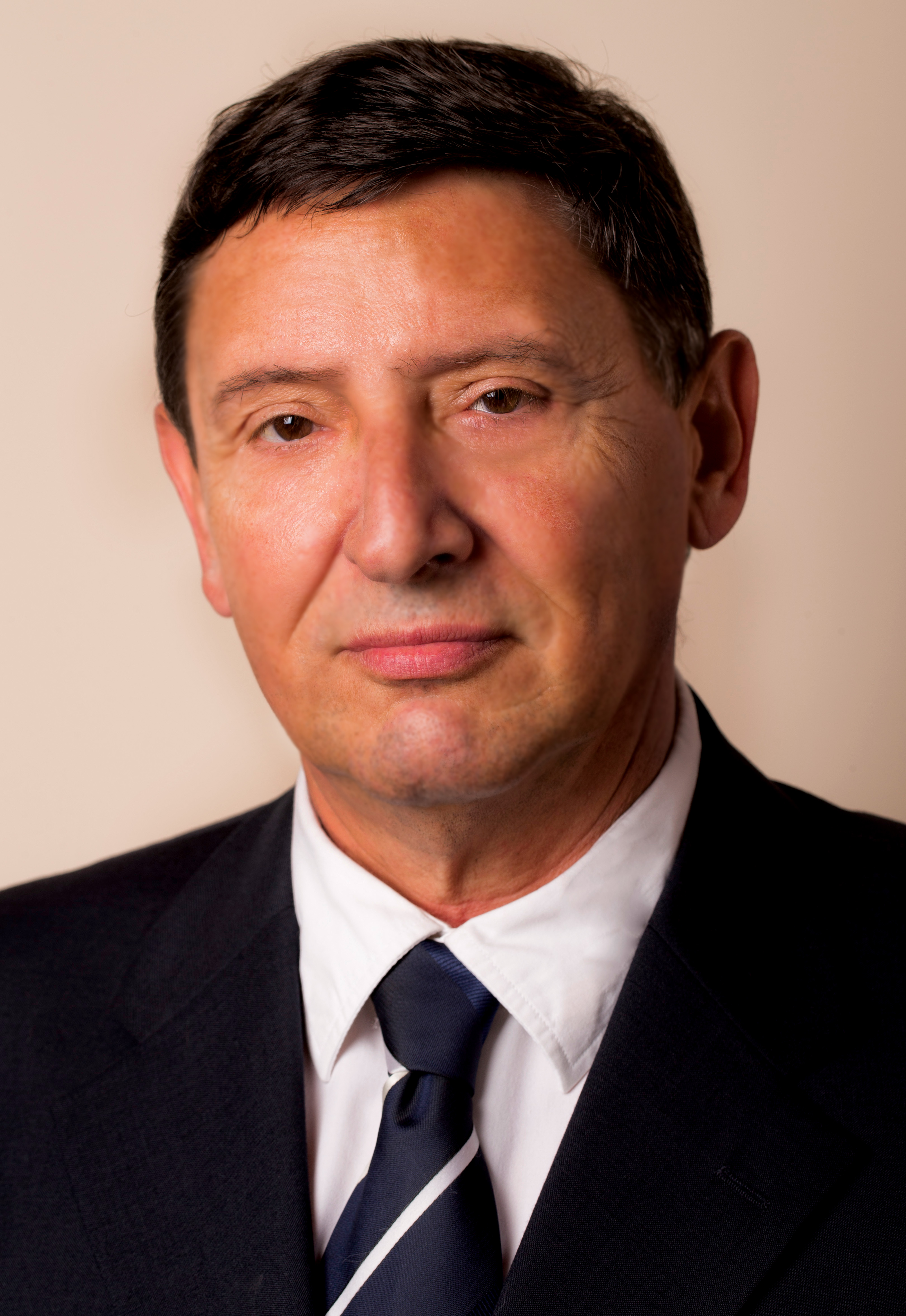
Udi Adam

Ehud „Udi“ Adam (hebräisch אודי אדם, auch Udi; * 22. Februar 1958 in Tel Aviv) ist ein israelischer Aluf (dt. Generalmajor) der israelischen Verteidigungsstreitkräfte (Tzahal) und war vom 6. Oktober 2005 bis September 2006 der Kommandierende General des Nordkommandos. In dieser Funktion führte er die israelischen Militäraktionen gegen die Hisbollah während des Libanonkrieges 2006.

## Militärische Laufbahn
Adam ging 1976 zu Tzahal und wurde im Panzer-Korps eingesetzt. Bevor er 2005 das Kommando Nord übernahm, war er Direktor des Technologie- und Logistik-Direktorats. Adam erreichte einen Bachelor-Abschluss in Psychologie und Soziologie an der Bar-Ilan-Universität und studierte später an der École Militaire in Paris, wo ihm der Grad eines M.A. in Strategischen Studien verliehen wurde.
Am 8. August 2006 wurde Mosche Kaplinski im Zuge des Libanonkrieges dem zuständigen Kommando zugeteilt bzw. Udi Adam vorgesetzt, da der Generalstabschef Dan Chalutz mit Adam und seiner Führung nicht zufrieden war. Chalutz konnte Adam in Zeiten des Krieges nicht einfach entlassen, so berief er ihn von der Front ab und Kaplinski übernahm das vorwärtige Kommando. Dies gilt als eine stille Variante, Adam seines Kommandos zu entheben.
Am 13. September 2006 kündigte Adam seinen Rücktritt an. An seiner Stelle übernahm Gadi Eizenkot das Nordkommando. Adam wurde von Militäranalysten und den Medien für sein Verhalten während des Krieges kritisiert; ihm wurde vorgeworfen, zu vorsichtig gewesen zu sein. Sein Rücktritt war nach der Einsetzung von Kaplinski erwartet worden. Nach Ansicht der BBC-Korrespondentin Jill McGivering verstärkt Adams Rücktritt auch den Druck auf andere politische und militärische Führer in Israel, sich zur Verantwortung für den Kriegsverlauf zu bekennen, den manche kritisierten, da das Hauptziel, die Befreiung der beiden am 12. Juli 2006 durch die Hisbollah gefangen genommenen israelischen Soldaten, nicht erreicht worden war.

## Politische Laufbahn
Der damalige Minister Mosche Jaalon kündigt im April 2016 an, Adam zum Generaldirektor im israelischen Verteidigungsministerium zu ernennen. Er trat im Mai sein Amt an.